# Tour der British Lions nach Südafrika 1924
| Tour der British Lions nach Südafrika 1924 | Tour der British Lions nach Südafrika 1924 | Tour der British Lions nach Südafrika 1924 | Tour der British Lions nach Südafrika 1924 | Tour der British Lions nach Südafrika 1924 |
| Übersicht                                  | S                                          | G                                          | U                                          | N                                          |
| ------------------------------------------ | ------------------------------------------ | ------------------------------------------ | ------------------------------------------ | ------------------------------------------ |
| Test Matches                               | 04                                         | 0                                          | 1                                          | 3                                          |
| Sonstige Spiele                            | 17                                         | 9                                          | 2                                          | 6                                          |
| Gesamt                                     | 21                                         | 9                                          | 3                                          | 9                                          |
|                                            |                                            |                                            |                                            |                                            |
| Südafrika                                  | 04                                         | 0                                          | 1                                          | 3                                          |

Die Tour der British Lions nach Südafrika 1924 war eine Rugby-Union-Tour der als British Isles bezeichneten Auswahlmannschaft (heute British and Irish Lions). Sie reiste von Juli bis September 1924 durch Südafrika und bestritt während dieser Zeit 21 Spiele, darunter vier Test Matches gegen die südafrikanische Nationalmannschaft.
Die Spieler trugen bei ihrer Ankunft in Südafrika das Löwenmotiv auf ihren Krawatten, worauf die Presse und die Öffentlichkeit das Team als Lions bezeichnete. Offiziell wurde diese Bezeichnung jedoch erst 1950 eingeführt.
Gegen die Provinzteams bekundete die von Ronald Cove-Smith angeführte britische Auswahl große Mühe; neun Siegen standen zwei Unentschieden und sechs Niederlagen gegenüber. Drei der Test Matches gegen die Springboks gingen verloren, hinzu kam ein Unentschieden. Für die ungewöhnlich schlechte Bilanz gab es mehrere Gründe. Die Mannschaft selbst war nicht unbedingt repräsentativ dafür, was die Home Nations theoretisch hätten aufbieten können – und das in einer Zeit, in der das britische Rugby ohnehin nicht gerade in seiner besten Phase war. Aufgrund der ungewöhnlich harten und sehr trockenen Spielfelder erlitten die Briten mehrere verletzungsbedingte Ausfälle und die Ersatzleute mussten zum Teil auf Positionen eingesetzt werden, mit denen sie nicht vertraut waren.

## Spielplan
- Hintergrundfarbe grün = Sieg
- Hintergrundfarbe gelb = Unentschieden
- Hintergrundfarbe rot = Niederlage

(Test Matches sind grau unterlegt; Ergebnisse aus der Sicht der Lions)
| #  | Datum              | Gegner                            | Ort              | Stadion                 | Ergebnis |
| -- | ------------------ | --------------------------------- | ---------------- | ----------------------- | -------- |
| 01 | 12. Juli 1924      | Western Province (Town & Country) | Kapstadt         | Newlands Stadium        | 6:7      |
| 02 | 15. Juli 1924      | Western Province (Universities)   | Kapstadt         | Newlands Stadium        | 9:8      |
| 03 | 19. Juli 1924      | Griqualand West                   | Kimberley        | Kimberley Athletic Club | 26:0     |
| 04 | 24. Juli 1924      | Rhodesien                         | Salisbury        | Police Ground           | 16:3     |
| 05 | 30. Juli 1924      | Western Transvaal                 | Potchefstroom    |                         | 8:7      |
| 06 | 02. August 1924    | Transvaal                         | Johannesburg     | Wanderers Ground        | 12:12    |
| 07 | 06. August 1924    | Orange Free State (Country)       | Kroonstad        |                         | 0:6      |
| 08 | 09. August 1924    | Orange Free State                 | Bloemfontein     |                         | 3:6      |
| 09 | 13. August 1924    | Natal                             | Pietermaritzburg |                         | 3:3      |
| 10 | 16. August 1924    | Südafrika                         | Durban           | Kingsmead Stadium       | 3:7      |
| 11 | 20. August 1924    | Witwatersrand                     | Johannesburg     | Wanderers Ground        | 6:10     |
| 12 | 23. August 1924    | Südafrika                         | Johannesburg     | Wanderers Ground        | 0:17     |
| 13 | 27. August 1924    | Pretoria                          | Pretoria         |                         | 0:6      |
| 14 | 30. August 1924    | Cape Province                     | Kimberley        | Kimberley Athletic Club | 13:3     |
| 15 | 03. September 1924 | North Eastern Cape                | Aliwal North     |                         | 20:12    |
| 16 | 06. September 1924 | Border                            | East London      |                         | 12:3     |
| 17 | 10. September 1924 | Eastern Province                  | Port Elizabeth   |                         | 6:14     |
| 18 | 03. September 1924 | Südafrika                         | Port Elizabeth   | Crusaders Ground        | 3:3      |
| 19 | 16. September 1924 | South Western Districts           | Oudtshoorn       |                         | 12:6     |
| 20 | 20. September 1924 | Südafrika                         | Kapstadt         | Newlands Stadium        | 9:16     |
| 21 | 25. September 1924 | Western Province                  | Kapstadt         | Newlands Stadium        | 8:6      |

## Test Matches
| 16. August 1924 | Südafrika                         | 7 : 3         | British Lions       | Kingsmead Stadium, Durban Zuschauer: 7.000 Schiedsrichter: Lionel Oakley (Südafrika) |
| 16. August 1924 | Versuche: Aucamp Dropgoals: Osler | (7:0) Bericht | Versuche: Blakiston | Kingsmead Stadium, Durban Zuschauer: 7.000 Schiedsrichter: Lionel Oakley (Südafrika) |

Aufstellungen:
- Südafrika: Pierre Albertyn , Hans Aucamp, Wally Clarkson, Nic du Plessis, Mervyn Ellis, Theuns Kruger, Frank Mellish, Phil Mostert, Champion Myburgh, Bennie Osler, Bill Payn, Kenny Starke, Jackie Tindall, Nic van Druten, Alfred Walker
- Lions: Arthur Blakiston, Norman Brand, Ronald Cove-Smith , Douglas Davies, Daniel Drysdale, Robert Howie, Roy Kinnear, Douglas Marsden-Jones, Reginald Maxwell, Neil McPherson, James McVicker, Ian Smith, Herbert Waddell, Bill Wallace, Herbert Whitley

| 23. August 1924 | Südafrika                                                                         | 17 : 0        | British Lions | Wanderers Ground, Johannesburg Zuschauer: 15.000 Schiedsrichter: Vivian Neser (Südafrika) |
| 23. August 1924 | Versuche: Albertyn Mostert Starke van Druten Erhöhungen: Osler Straftritte: Osler | (3:0) Bericht |               | Wanderers Ground, Johannesburg Zuschauer: 15.000 Schiedsrichter: Vivian Neser (Südafrika) |

Aufstellungen:
- Südafrika: Pierre Albertyn , Hans Aucamp, Jack Bester, Nic Bosman, Nic du Plessis, Mervyn Ellis, Theuns Kruger, Frank Mellish, Phil Mostert, Bennie Osler, Bill Payn, Kenny Starke, David Truter, Nic van Druten, Alfred Walker
- Lions: Arthur Blakiston, Norman Brand, Ronald Cove-Smith , Douglas Davies, Harold Davies, Daniel Drysdale, Rowe Harding, Kelvin Hendrie, Robert Howie, Roy Kinnear, Douglas Marsden-Jones, Neil McPherson, Ian Smith, Herbert Waddell, Arthur Young

| 13. September 1924 | Südafrika            | 3 : 3         | British Lions        | Crusaders Ground, Port Elizabeth Zuschauer: 12.000 Schiedsrichter: Billy Millar (Südafrika) |
| 13. September 1924 | Versuche: van Druten | (3:3) Bericht | Versuche: Cunningham | Crusaders Ground, Port Elizabeth Zuschauer: 12.000 Schiedsrichter: Billy Millar (Südafrika) |

Aufstellungen:
- Südafrika: Pierre Albertyn , Nic Bosman, Arthur de Kock, Nic du Plessis, David Devine, Mervyn Ellis, Theuns Kruger, Paul la Grange, Frank Mellish, Bennie Osler, Jack Slater, Kenny Starke, Bertram Vanderplank, Nic van Druten, Alfred Walker
- Lions: Arthur Blakiston, Ronald Cove-Smith , Bill Cunningham, Douglas Davies, Daniel Drysdale, Vince Griffiths, Rowe Harding, Stanley Harris, Robert Henderson, Robert Howie, Roy Kinnear, Neil McPherson, James McVicker, Tom Voyce, Herbert Whitley

| 20. September 1924 | Südafrika                                            | 16 : 9        | British Lions                             | Newlands Stadium, Kapstadt Zuschauer: 18.000 Schiedsrichter: Billy Millar (Südafrika) |
| 20. September 1924 | Versuche: Bester Slater Starke (2) Dropgoals: Starke | (7:3) Bericht | Versuche: Harris Voyce Straftritte: Voyce | Newlands Stadium, Kapstadt Zuschauer: 18.000 Schiedsrichter: Billy Millar (Südafrika) |

Aufstellungen:
- Südafrika: Pierre Albertyn , Jack Bester, Nic Bosman, Mervyn Ellis, Theuns Kruger, Paul la Grange, Frank Mellish, Phil Mostert, Bennie Osler, Jack Slater, Kenny Starke, David Truter, Bertram Vanderplank, Nic van Druten, Alfred Walker
- Lions: Arthur Blakiston, Ronald Cove-Smith , Douglas Davies, Daniel Drysdale, Vince Griffiths, Rowe Harding, Stanley Harris, Robert Henderson, Robert Howie, Roy Kinnear, Neil McPherson, James McVicker, Tom Voyce, Herbert Waddell, Herbert Whitley

## Kader

### Management
- Tourmanager: Harry Packer
- Kapitän: Ronald Cove-Smith

### Spieler
| Spieler          | Position         | Mannschaft                |
| ---------------- | ---------------- | ------------------------- |
| Bill Cunningham  | Halbspieler      | Lansdowne FC              |
| Harold Davies    | Halbspieler      | Newport RFC               |
| Vince Griffiths  | Halbspieler      | Newport RFC               |
| Rowe Harding     | Dreiviertelreihe | Swansea RFC               |
| Herbert Waddell  | Halbspieler      | Glasgow Academicals RFC   |
| Herbert Whitley  | Halbspieler      | Northern Football Club    |
| Arthur Young     | Halbspieler      | Blackheath FC             |
| J. H. Bordass    | Dreiviertelreihe | Cambridge University RUFC |
| Stanley Harris   | Dreiviertelreihe | Blackheath FC             |
| Roy Kinnear      | Dreiviertelreihe | Heriot’s RFC              |
| Reginald Maxwell | Dreiviertelreihe | Birkenhead Park FC        |
| Ian Smith        | Dreiviertelreihe | Oxford University RFC     |
| Bill Wallace     | Dreiviertelreihe | Percy Park RFC            |
| Daniel Drysdale  | Schlussmann      | Heriot’s RFC              |
| W. F. Gaisford   | Schlussmann      | Saint Bart’s Hospital     |
| Tom Holliday     | Schlussmann      | Aspatria RUFC             |

| Spieler               | Position | Mannschaft                      |
| --------------------- | -------- | ------------------------------- |
| Arthur Blakiston      | Stürmer  | Blackheath FC                   |
| Michael Bradley       | Stürmer  | Dolphin RFC                     |
| Norman Brand          | Stürmer  | North of Ireland FC             |
| James Clinch          | Stürmer  | Dublin University Football Club |
| Ronald Cove-Smith     | Stürmer  | Old Merchant Taylors’ FC        |
| Douglas Davies        | Stürmer  | Hawick RFC                      |
| Robert Henderson      | Stürmer  | Northern Football Club          |
| Kelvin Hendrie        | Stürmer  | Heriot’s RFC                    |
| Robert Howie          | Stürmer  | Kirkcaldy RFC                   |
| Douglas Marsden-Jones | Stürmer  | Cardiff RFC                     |
| James McVicker        | Stürmer  | Collegians                      |
| Neil McPherson        | Stürmer  | Newport RFC                     |
| William Roche         | Stürmer  | Newport RFC                     |
| Andrew Ross           | Stürmer  | Kilmarnock RFC                  |
| Tom Voyce             | Stürmer  | Gloucester RFC                  |